# Amédée-Philippe Borrel
Amédée-Philippe Borrel (1818 – 1887) was een Franse torenuurwerkmaker.
Borell woonde in de Rue des Petits Champs 47 in Parijs, en was getrouwd met Jeanne Marie Monier.
In 1859 vervaardigde hij in Parijs het uurwerk voor de Domkerk van Utrecht en in 1862 voor de Grote of Lebuïnuskerk in Deventer.

## Torenuurwerken van Borrel
- Kasteel Duivenvoorde bij Voorschoten.
- Kasteel Ruurlo in Ruurlo.
- Dom van Utrecht.
- Grote of Lebuïnuskerk te Deventer.